# Ursida
- Superfamília Ursoidea
- Superfamília Phocoidea